# Scars of the Crucifix
Scars of the Crucifix – album studyjny amerykańskiej grupy deathmetalowej Deicide. Wydawnictwo ukazało się 23 lutego 2004 roku nakładem Earache Records. Płyta dotarła do 24. i 18. miejsca odpowiednio list Top Heatseekers i Top Independent Albums w Stanach Zjednoczonych.
Pochodząca z albumu kompozycja "Fuck Your God" została wykorzystana przez armię Stanów Zjednoczonych do torturowania jeńców wojennych w więzieniach w Iraku.

## Lista utworów
Opracowano na podstawie materiału źródłowego.
1. "Scars of the Crucifix" – 3:08
2. "Mad at God" – 3:05
3. "Conquered by Sodom" – 2:58
4. "Fuck Your God" – 3:32
5. "When Heaven Burns" – 4:08
6. "Enchanted Nightmare" – 2:12
7. "From Darkness Come" – 2:58
8. "Go Now Your Lord is Dead" – 1:55
9. "The Pentecostal" – 5:36

## Twórcy
Opracowano na podstawie materiału źródłowego.
| - Glen Benton - wokal prowadzący, gitara basowa - Brian Hoffman - gitara rytmiczna, gitara prowadząca - Eric Hoffman - gitara rytmiczna, gitara prowadząca - Steve Asheim - perkusja - Brad Vance - mastering - Neil Kernon - produkcja muzyczna, inżynieria dźwięku | - Mark Prator - inżynieria dźwięku - Jorden Haley - oprawa graficzna - Paul Booth - okładka - Matt Vickerstaff - oprawa graficzna, dizajn - Tim McVicker - oprawa graficzna - Paul Harries - zdjęcia |